# Холокост в Копыльском районе
Холокост в Ко́пыльском районе — систематическое преследование и уничтожение евреев на территории Копыльского района Минской области оккупационными властями нацистской Германии и коллаборационистами в 1941—1944 годах во время Второй мировой войны, в рамках политики «Окончательного решения еврейского вопроса» — составная часть Холокоста в Белоруссии и Катастрофы европейского еврейства.

## Геноцид евреев в районе
Копыльский район был полностью оккупирован немецкими войсками в июне 1941 года, и оккупация продлилась более трёх лет — до июля 1944 года. Нацисты включили Копыльский район в состав территории, административно отнесённой в состав генерального округа Белорутения рейхскомиссариата Остланд.
Вся полнота власти в районе принадлежала зондерфюреру — немецкому шефу района, который подчинялся руководителю округи — гебитскомиссару. Во всех крупных деревнях района были созданы районные (волостные) управы и полицейские гарнизоны из белорусских и польских коллаборационистов. Для массовых убийств привлекались также литовские, латышские и украинские полицейские.
Для осуществления политики геноцида и проведения карательных операций сразу вслед за войсками в район прибыли карательные подразделения войск СС, айнзатцгруппы, зондеркоманды, тайная полевая полиция (ГФП), полиция безопасности и СД, жандармерия и гестапо.
Одновременно с оккупацией нацисты и их приспешники начали поголовное уничтожение евреев. «Акции» (таким эвфемизмом гитлеровцы называли организованные ими массовые убийства) повторялись множество раз во многих местах. В тех населенных пунктах, где евреев убили не сразу, их содержали в условиях гетто вплоть до полного уничтожения, используя на тяжелых и грязных принудительных работах, от чего многие узники умерли от непосильных нагрузок в условиях постоянного голода и отсутствия медицинской помощи.
За время оккупации практически все евреи Копыльского района были убиты, а немногие спасшиеся в большинстве воевали впоследствии в партизанских отрядах.
Евреев в районе убили в Копыле, в деревнях Великая Раёвка (более 100 евреев), Великие Прусы, Песочное (весной 1942 года 100 евреев убиты в Копыльском гетто), Бобовня (25 евреев), Славинка, Комсомольская (Пуково), Душево, Семежево, Луговая (Свинка), Тимковичи, в деревнях Грозовского сельсовета и в других местах.

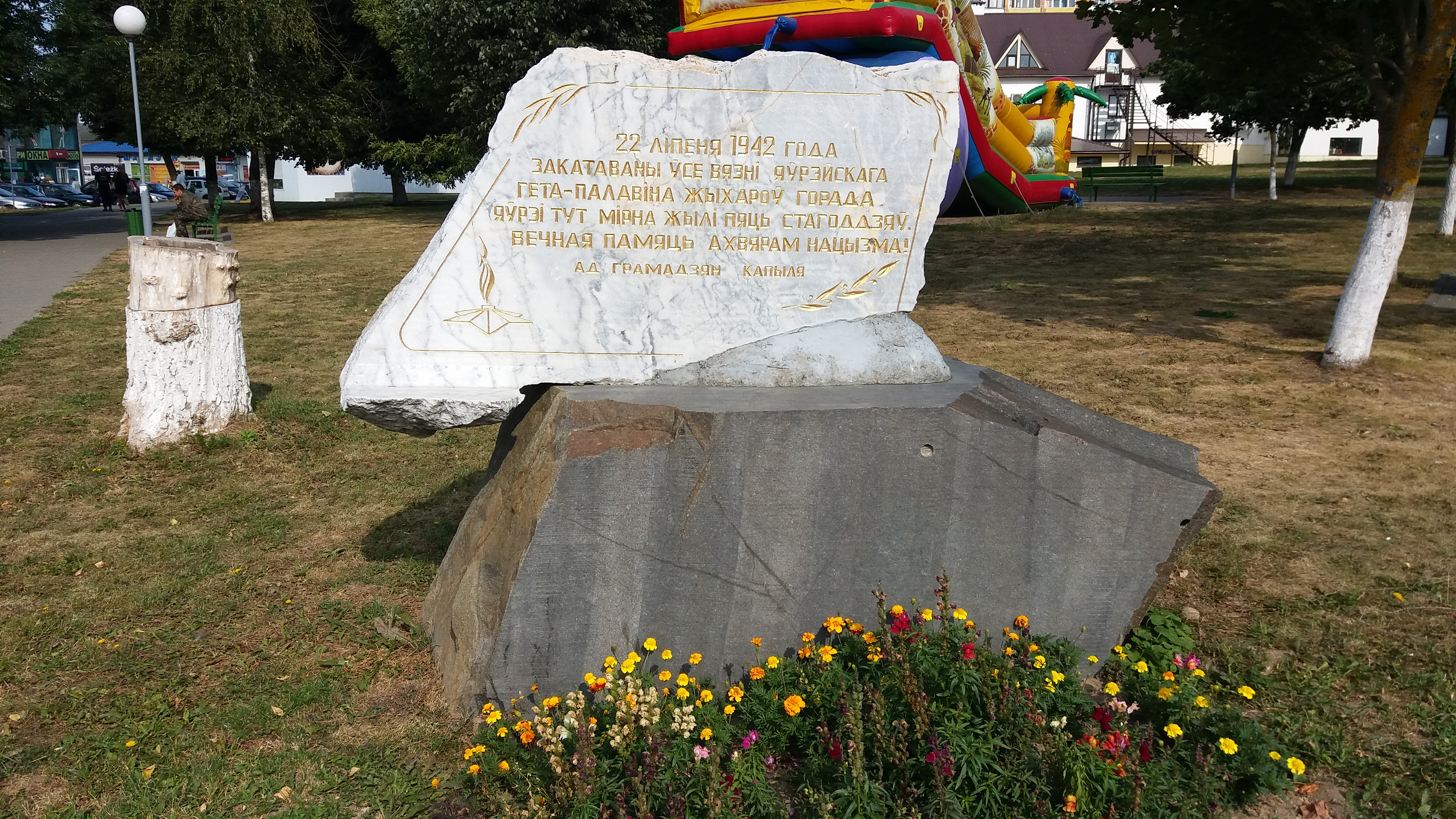
Памятник на месте, где находилось гетто Копыля

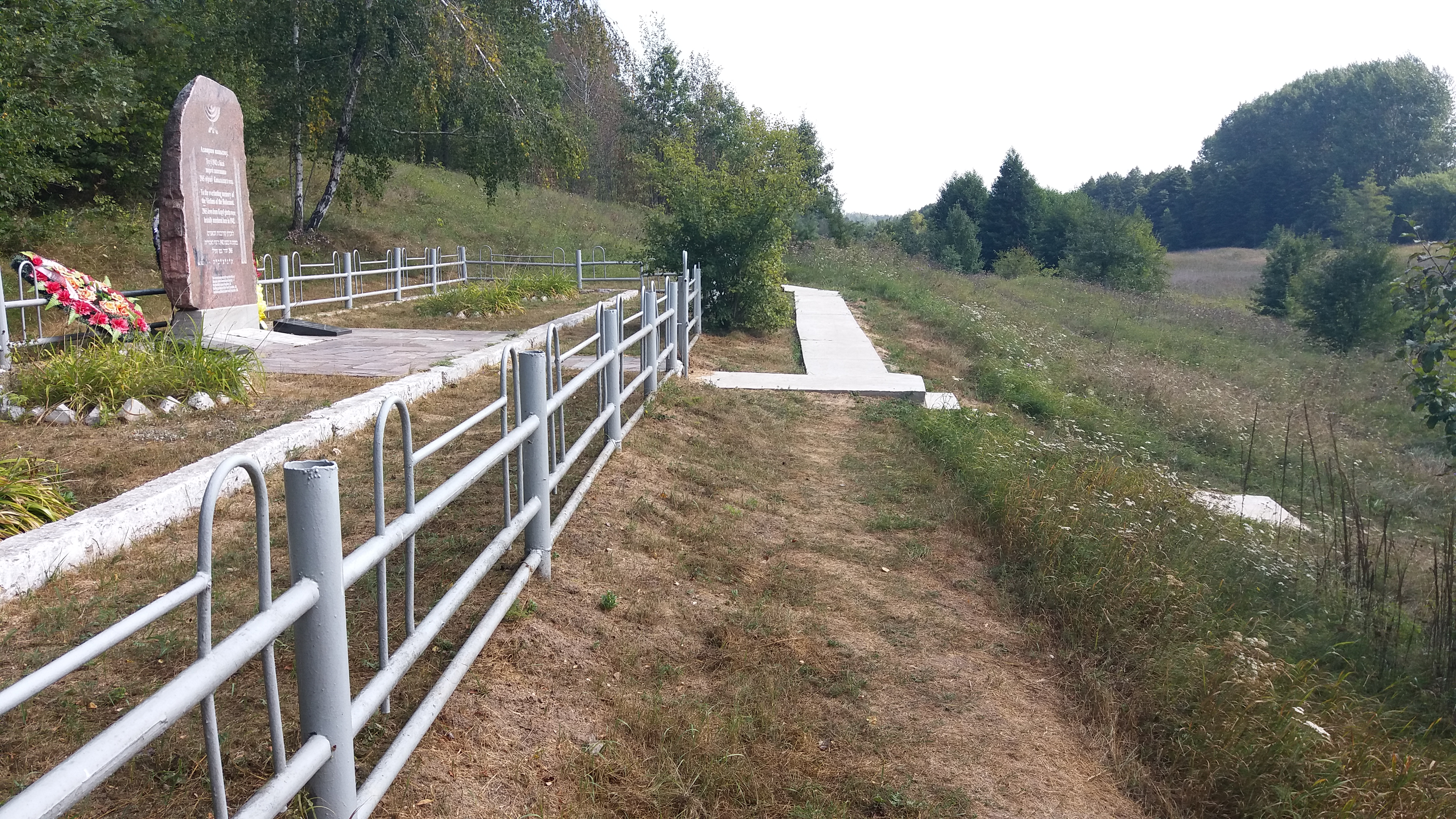
Памятник на месте перезахоронения узников Копыльского гетто

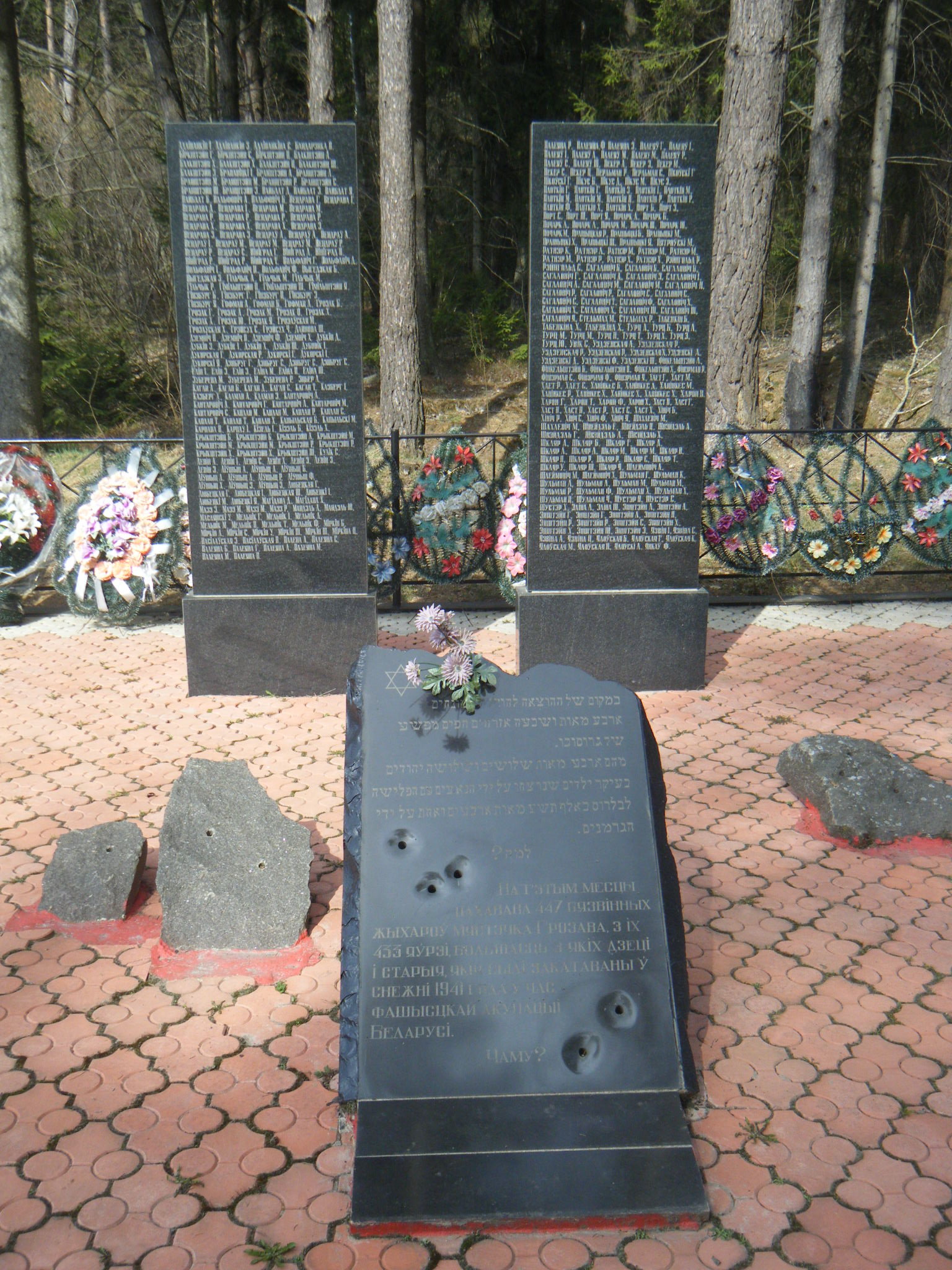
Мемориал на месте убийств евреев в Грозово

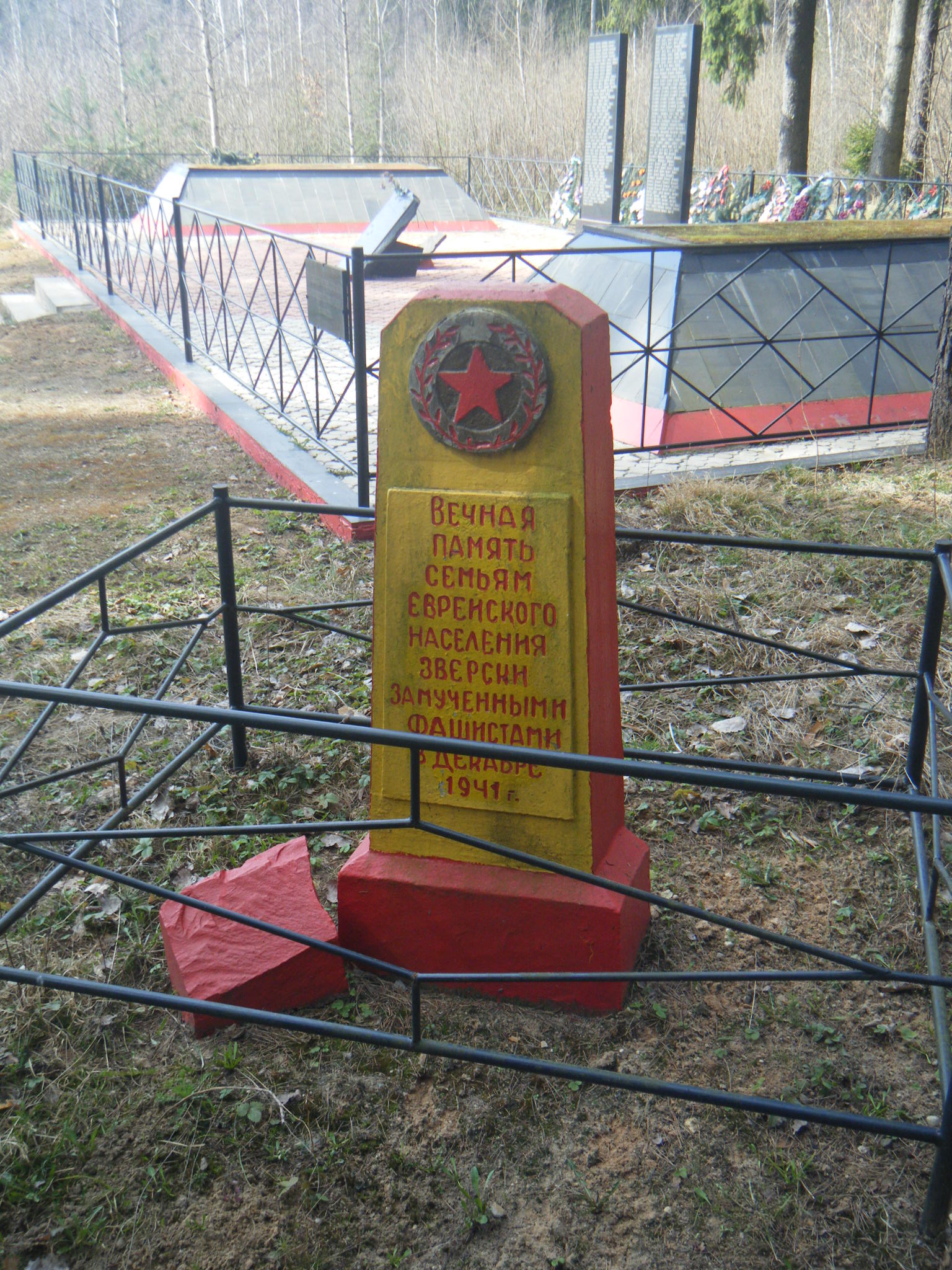
Часть мемориала на месте убийств евреев в Грозово

22 июля 1942 при ликвидации гетто в Копыле часть узников оказали вооружённое сопротивление карателям, сумев поднять восстание и убить 3 полицейских, а 200 евреев, воспользовавшись ситуацией, сумели бежать.

## Гетто
Оккупационные власти под страхом смерти запретили евреям снимать желтые латы или шестиконечные звезды (опознавательные знаки на верхней одежде), выходить из гетто без специального разрешения, менять место проживания и квартиру внутри гетто, ходить по тротуарам, пользоваться общественным транспортом, находиться на территории парков и общественных мест, посещать школы.
Реализуя нацистскую программу уничтожения евреев, немцы создали на территории района 5 гетто.
- В гетто города Копыль (конец июня 1941 — 22 июля 1942) были замучены и убиты 3500 евреев[27].
- В гетто посёлка Грозово (лето 1941 — ноябрь 1941) были заключены в гетто, а затем переведены в гетто в Конюхах и убиты — всего около 600 евреев.

### Гетто в Великих Прусах
В деревне Великие Прусы гетто было создано вскоре после немецкой оккупации. 26 сентября 1941 года были убиты по немецким данным — 500 евреев, по данным ЧГК — 255 евреев. Оставшихся евреев убивали до июля 1943 года. В этих убийствах с мая 1942 года участвовал батальон Дирленвангера.

### Гетто в Конюхах
В деревне Конюхи после оккупации немцы согнали евреев в гетто, созданное на территории военного городка (построенного в 1931 году на месте бывшей помещичьей усадьбы).
В ноябре 1941 года в гетто Конюхово перевели ещё и около 500 евреев из ликвидированного гетто в Грозово, среди которых были почти только женщины, старики и дети. Больше месяца их всех держали в нечеловеческих условиях очень суровой зимы 1941 года, и к декабрю 1941 года многие из них умерли от холода, голода и болезней.
18 декабря 1941 года гетто в Конюхах было ликвидировано, были расстреляны 433 человека. Это произошло за деревней, в семи километрах от Грозово, в лесу за карьером.
Во время этого массового убийства ещё оставшихся в живых евреев на автомашинах вывезли в лес к заранее вырытым двум ямам. Один из «бобиков» (так в народе презрительно называли полицаев) опустил в яму лестницу. Обреченным людям приказали спускаться по лестнице в яму и ложиться на бок рядом друг с другом. Когда ряд заполнялся, полицаи расстреливали их. Пьяные каратели стреляли небрежно, и часть людей ещё живыми была завалена телами следующих жертв. Детей даже не стреляли, а просто бросали в яму живыми.
Последних оставленных евреев-специалистов в Конюхах расстреляли в 1943 году.
Всего в Конюхах были убиты около 600 евреев — местных и из Грозово

### Гетто в Тимковичах
Перед войной в деревне Тимковичи евреи составляли большинство населения. Деревня была оккупирована с начала июля 1941 года до 1 июля 1944 года.
Вскоре после оккупации немцы согнали местных евреев в гетто. Гетто находилось в центре местечка и было огорожено высоким забором.
25 марта 1942 года произошёл первый массовый расстрел евреев в Тимковичах — были убиты 1018 человек, почти все (990, 900) — евреи. Одного еврея по фамилии Шустер спас Павел Фурик — он до расстрела успел вывезти его из гетто на подводе, спрятав в сене.
Оставшихся евреев убили 25 июня 1942 года. Они были расстреляны в месте, не доезжая до железнодорожного переезда, напротив нынешней организации «Агропромснаб». Обречённых людей пригнали из гетто к этому месту, где уже заранее были выкопаны ямы. Им приказали раздеться догола и встать у ямы, после чего расстреливали. Еврея по фамилии Садовский пули не задели, он пролежал в яме голым до ночи, а потом вылез оттуда и спасся.
В Тимковичах на братской могиле жертв геноцида евреев установлен памятник.

## Случаи спасения и «Праведники народов мира»
В Копыльском районе 3 человека были удостоены почетного звания «Праведник народов мира» от израильского мемориального института «Яд Вашем» «в знак глубочайшей признательности за помощь, оказанную еврейскому народу в годы Второй мировой войны»:
- Трофим Курлович — за спасение Михаила Грушкина в деревне Сунаи[42];
- Эмилия Степуро и Елена Горская (Степуро) — за спасение Виктора Стельмаха в деревне Булатники (ныне не существует, была в Тимковичском сельсовете)[43].

## Память
Опубликованы неполные списки жертв геноцида евреев в Копыльском районе.
Два памятника убитым евреям установлены в Копыле — мемориальный знак на месте бывшего Копыльского гетто и памятник на братской могиле. В Грозово возведен мемориал евреям Грозово и Конюхов. В Тимковичах на братской могиле убитых евреев установлен памятник. В деревне Комсомольская (до 1964 – Пуково), где в августе 1942 года были расстреляны около 40 евреев, в 1950 году на братской могиле погибших (евреев и неевреев) был установлен памятник – скульптура женщины с ребенком. В деревне Душево также установлен общий памятник на братской могиле убитых евреев и неевреев – скульптура женщины.